# Svaz mládeže českomoravského venkova
Svaz mládeže českomoravského venkova (JUVENA) byl mládežnickou organizaci sdružující děti a mládež na vesnicích a v menších městech. Juvena byla založena v říjnu roku 1968 a samostatnou činnost vyvíjela do roku 1970, kdy byla sloučena do nově ustanoveného Socialistického svazu mládeže. Činnost organizace byla zaměřena především na uspokojování potřeb mladých lidí ve volném čase. Konkrétně tedy pořádala volnočasové aktivity, zájmové a folklórní činnosti nebo organizovala dětské tábory. Organizace JUVENA - unie zemědělské a venkovské mládeže navazující na činnost spolku z konce 60. let byla znovu založena po sametové revoluci, 2. srpna 1990.

## V letech 1968 až 1970
Svaz mládeže českomoravského venkova byl ustanoven na národní konferenci vesnické a zemědělské mládeže konané od 25. do 26. října 1968 ve Slovanském domě v Praze. V průběhu roku 1968 totiž došlo k rozpadu Československého svazu mládeže, jehož předseda Zbyněk Vokrouhlický, který byl do čela ČSM zvolen na počátku roku 1968, založení samostatného Svazu mládeže českomoravského venkova podporoval. Předsedou Juveny, která byla registrována 19. listopadu, byl zvolen I. Vytlačil a tajemnicí se stala Z. Dupalová. Na konci roku 1968 se Juvena zařadila mezi členy Sdružení organizací dětí a mládeže ČSR. Tehdy sdružovala přibližně 30 000 členů.
Po roce fungování měla organizace již 48 300 členů sdružujících se v 3060 kolektivech a zastřešovala i 108 vlastních jezdeckých klubů. Peníze si svaz kromě členských příspěvků vydělával i prostřednictvím vlastních podniků - například závodu Juvenostav, který vyráběl stavební materiál, nebo podniku Jukov produkujícího kovové konstrukce. Svým členům zajišťovala Juvena zahraniční zájezdy, pracovní tábory ale též kulturní nebo sportovní akce.
Juvena zanikla v létě 1970, kdy v rámci centralizace došlo k opětovnému sjednocení domácích mládežnických organizací pod hlavičkou nově založeného Socialistického svazu mládeže. Závěrečné zasedání národní rady Juveny se uskutečnilo v červnu roku 1970.

## Po roce 1989
Po sametové revoluci a zániku SSM v lednu 1990 došlo k obnovení samostatné činnosti spolku. Založen byl 2. srpna 1990 pod názvem Juvena - unie zemědělské a venkovské mládeže. Vedoucí organizace, která sídlila v Praze, byla Alexandra Havránková.